# Толкачёвы
Толкачёвы (Толкачовы, Толкочовы) — древний дворянский род.
Дворянский род происходит от Алексея Толкачева, кавалергарда, получившего дворянство по указу от 24.11.1762 года.

## История рода
Фёдор Ефидович Толкачев бежал с великим князем рязанским Иваном Ивановичем в Литву (1521), где очевидно остался и от него пошел литовский род Толкачевых, перешедших в российское подданство при присоединении Литвы к Российскому государству.
Дети боярские Михаил Васильевич, Семейка и Иван Вешняковы Толкачовы погибли в битве под Кесию (июль 1578). Богдан Максимович — воевода в Ладоге (1677—1678).

## Описание герба
В щите имеющем зелёное поле, изображены горизонтально три золотые трилистные Цвета, два вверху и один внизу, и между ними два серебряные Переклада.
Щит увенчан обыкновенным дворянским шлемом с зелёным на нем крылом, на середине коего виден золотой трилистный цвет. Намёт на щите зелёный, подложен золотом и серебром. Герб Толкачева внесён в Часть 1 Общего гербовника дворянских родов Всероссийской империи, стр. 107.